# Chironomus rivularis
Chironomus rivularis är en tvåvingeart som först beskrevs av Johann Wilhelm Meigen 1838.  Chironomus rivularis ingår i släktet Chironomus och familjen fjädermyggor.
Artens utbredningsområde är Tyskland. Inga underarter finns listade i Catalogue of Life.